# مطبخ جورجي
المطبخ الجورجي عبارة عن مجموعة أطباق تقليدية جورجية، وجورجيا بلد في القوقاز على ضفاف البحر الأسود.و انتشر المطبخ الجورجي انتشارا كبيرا حتى أصبح يعد في الاتحاد السوفياتي مطبخًا ذو جودة عالية.

## المشروبات
من أهم المشروبات الجورجية:
- التشاتشا
- الكحول كالسابرافيالسابرافي
- المشروبات الغازية كالتاركهون

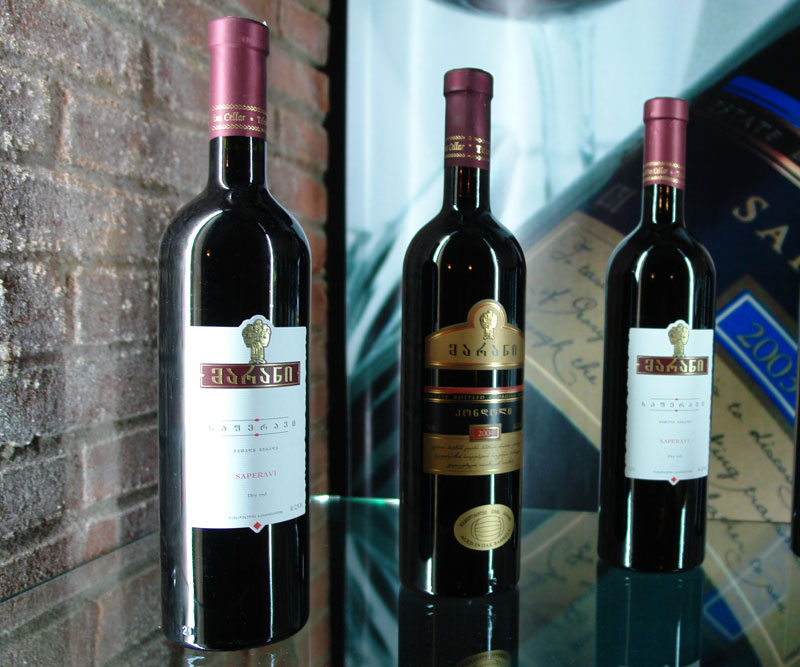
السابرافي

يوجد في جورجيا العديد من الكحول وكل عائلة لها كحول خاص بها تتوارثه من جيل إلى جيل.

## الطعام

### المقبلة
1. موجوجيقطع من لحم الخنزير مثبلة بالخل، الثوم والبقدونس.
2. كاتشابوريمن الأطباق الجورجية الأكثر شعبية، جميع المناطق الجورجية لها خبز خاص بها مملوء بالجبن.الكاتشابوري خبر بالجبن

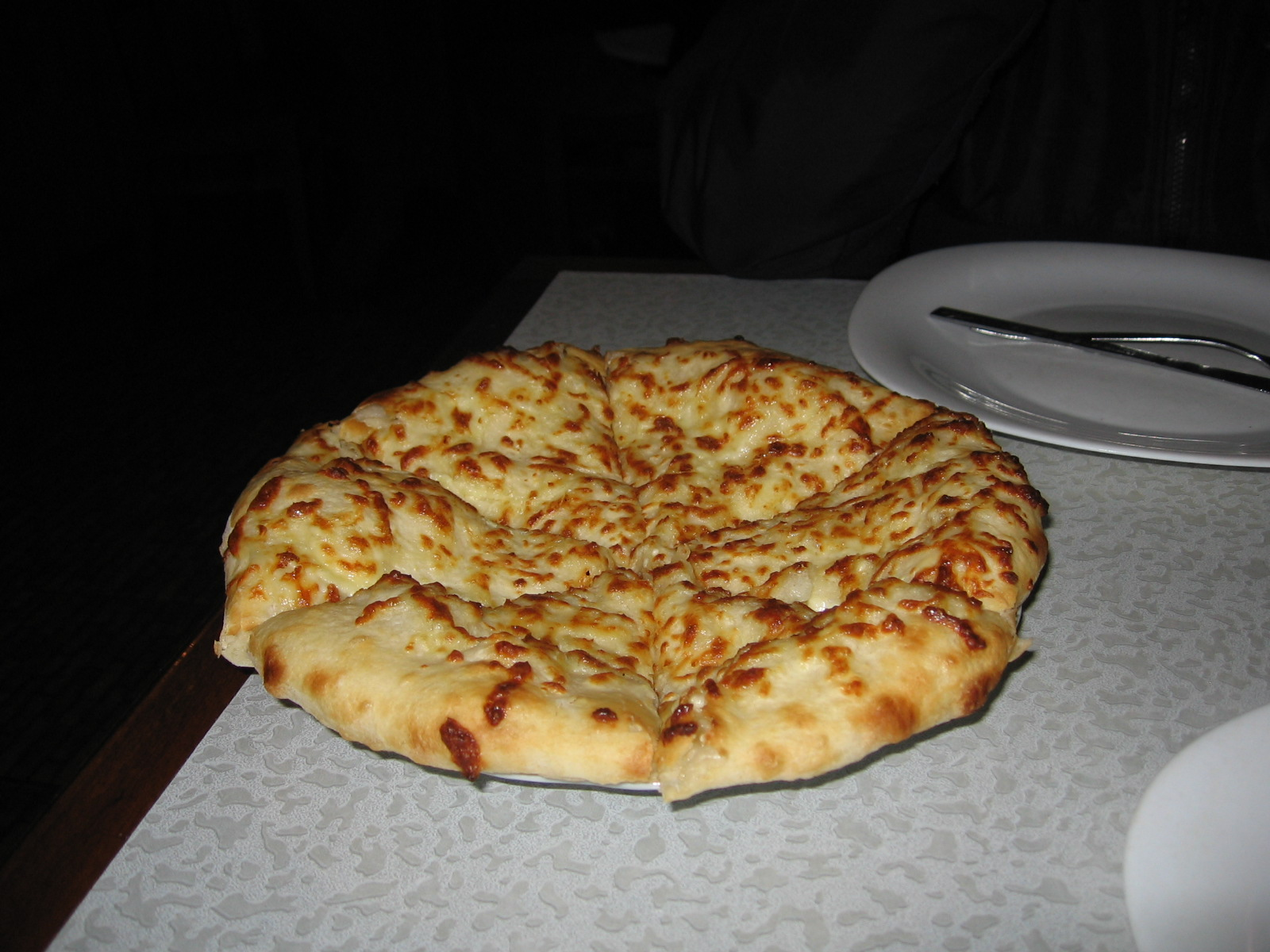
الكاتشابوري خبر بالجبن

3. اللوبياني يشبه الكاتشابوري ولكنه مملوء بالبزلاء عوض الجبن.
4. الكوتشماتشي قطع من اللوز.[1]
5. ماتسوني يوغورت طبيعي.
6. خيزيلالابيض السمك.

### اللحوم
يأكل الجورجيون جميع أنواع اللحوم ( خنزير، خروف، بقر، دواجن) حيث يستعملونهم في عدة أطباق كالتشاقهوكبيلي والكهينكالي

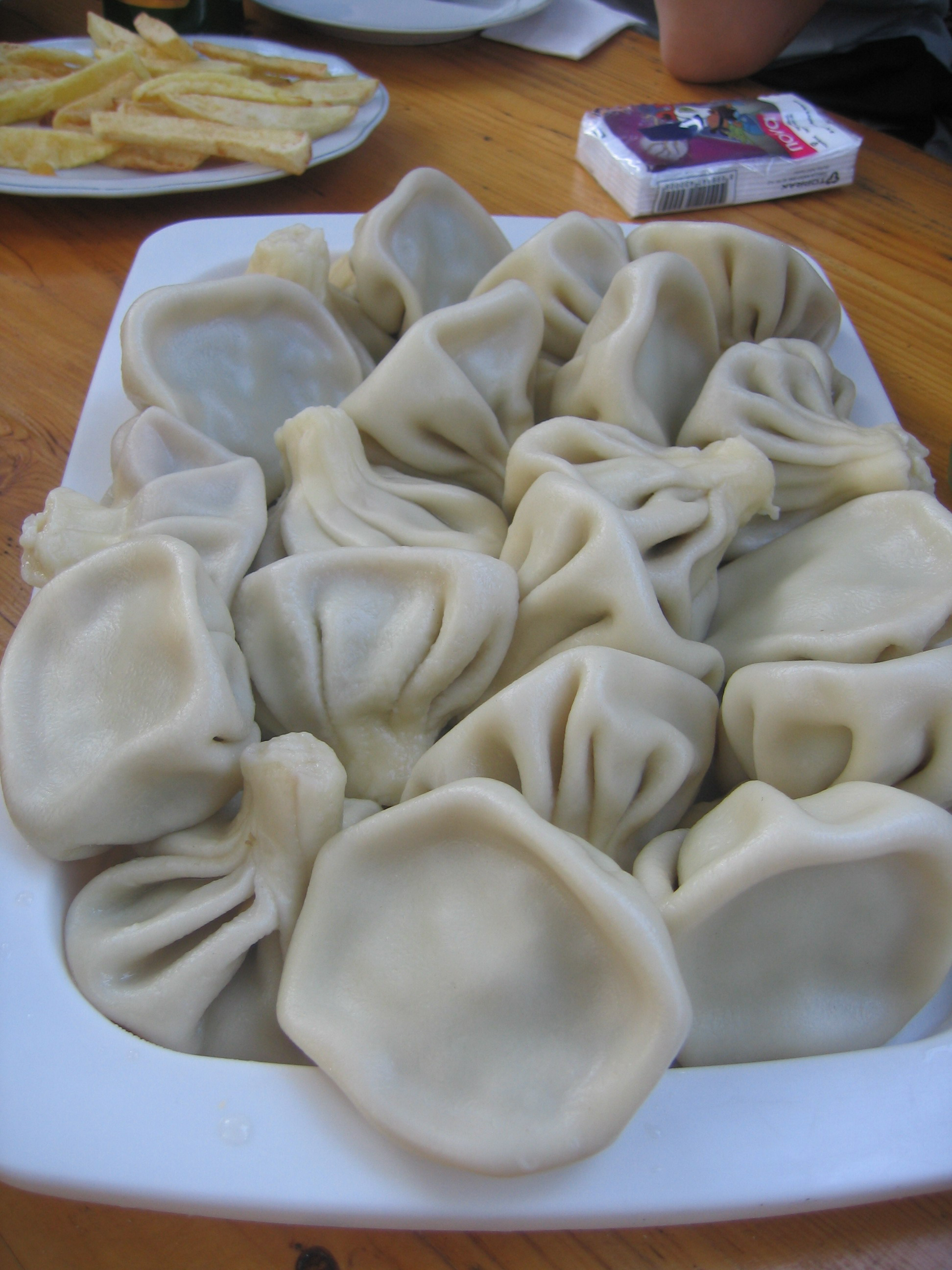
الكهينكالي

## معرض صور

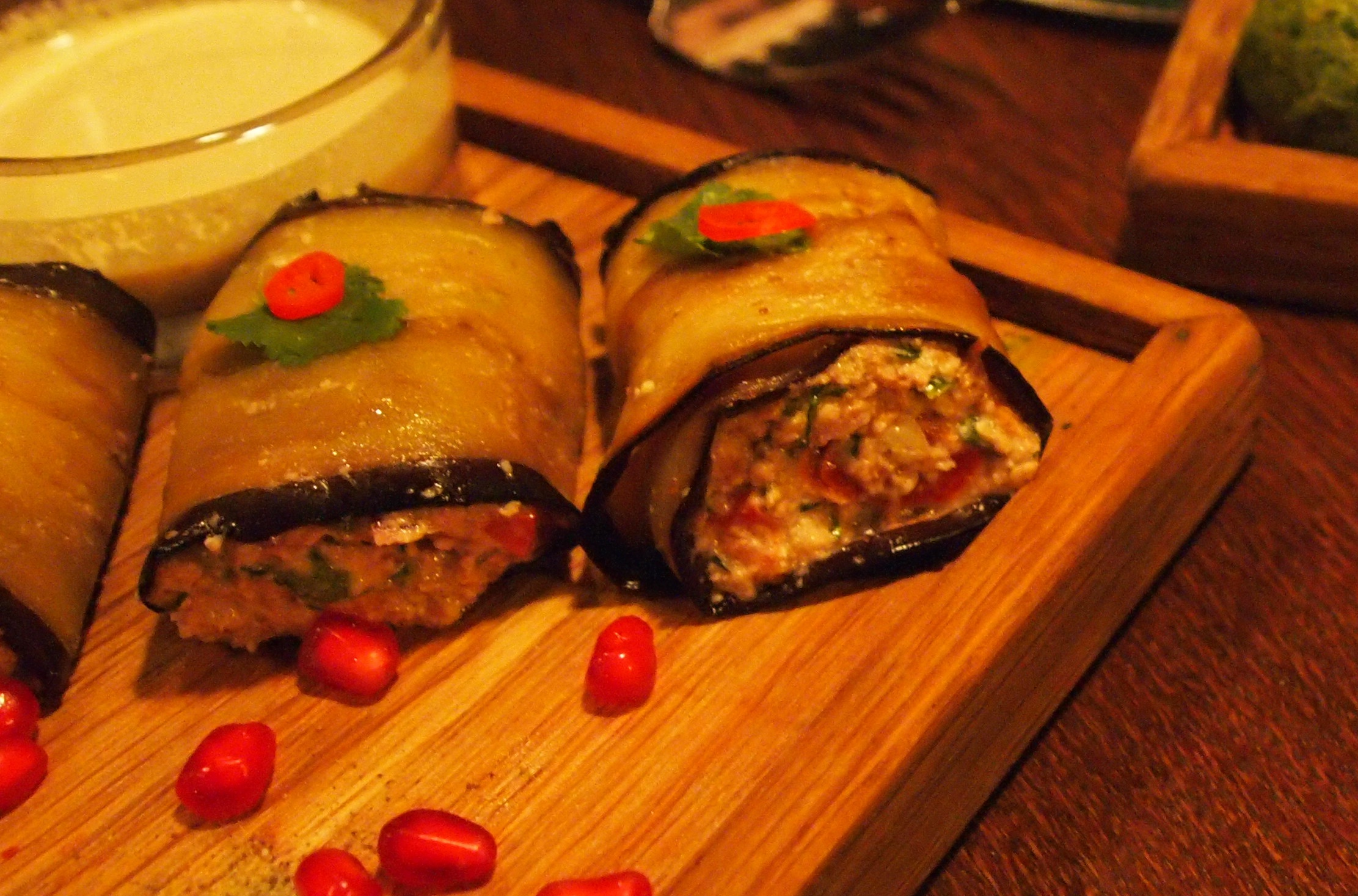
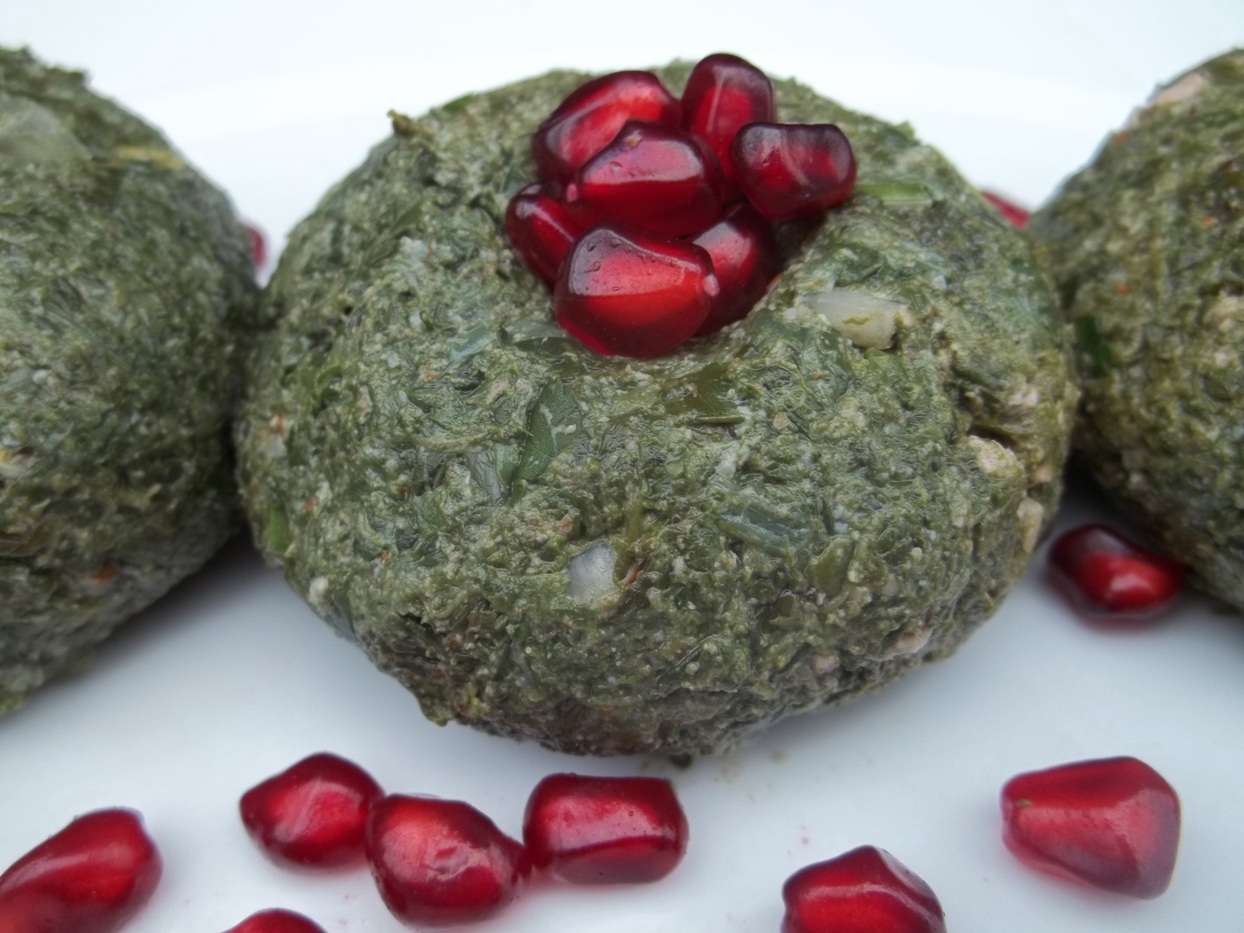
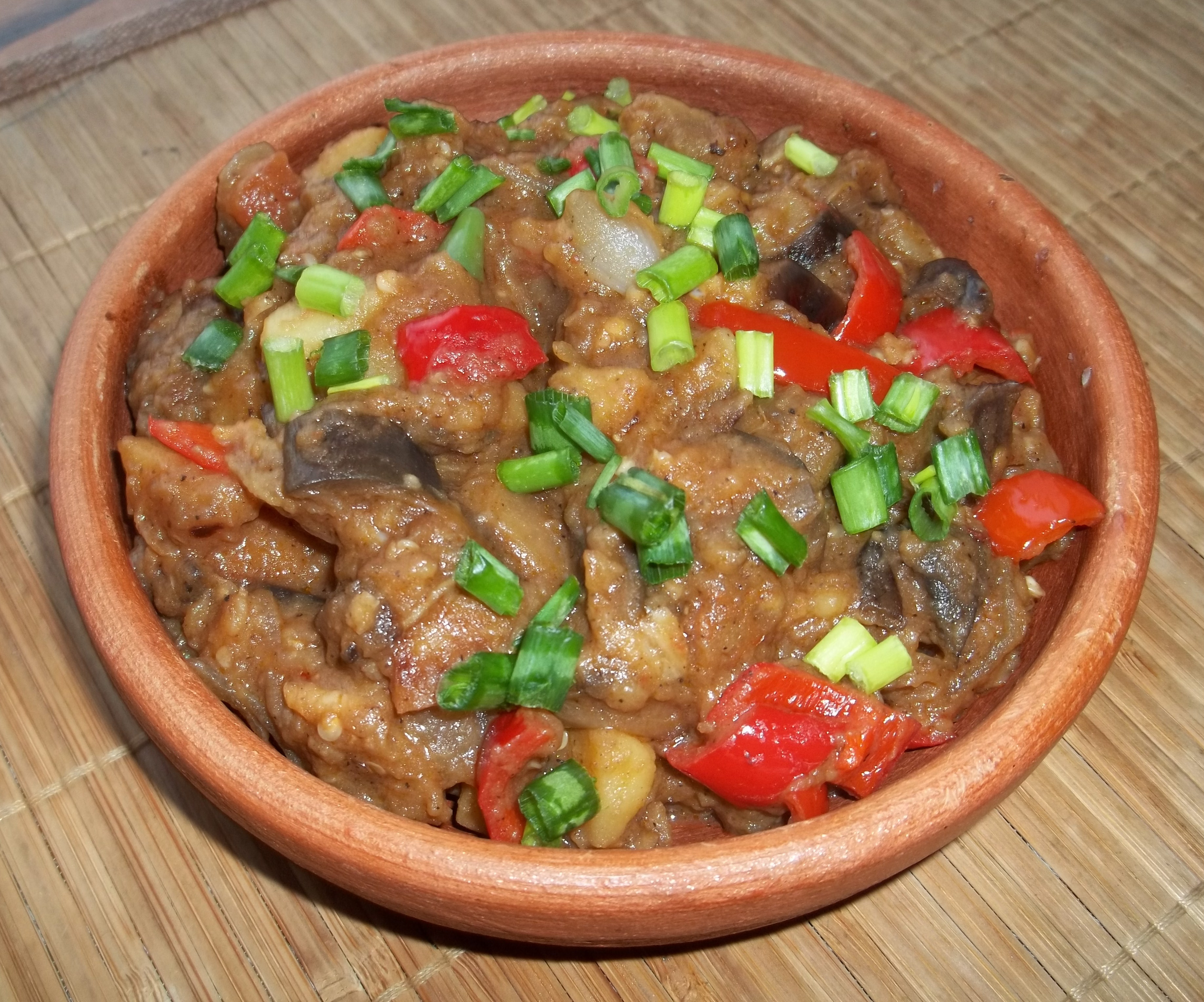

### الخبز

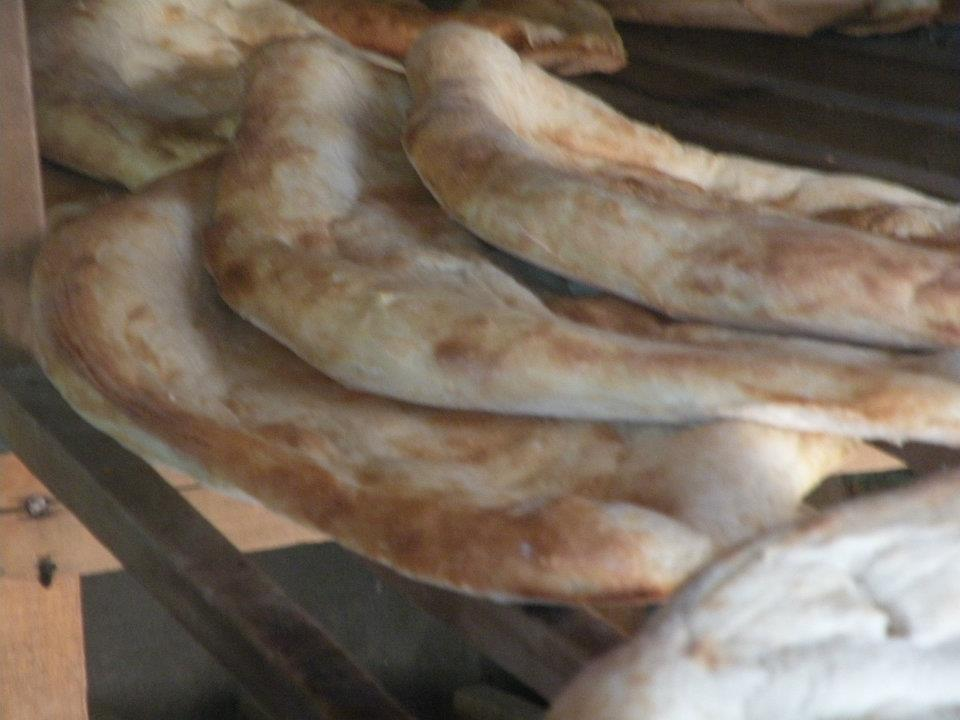
الشوتيش بوري

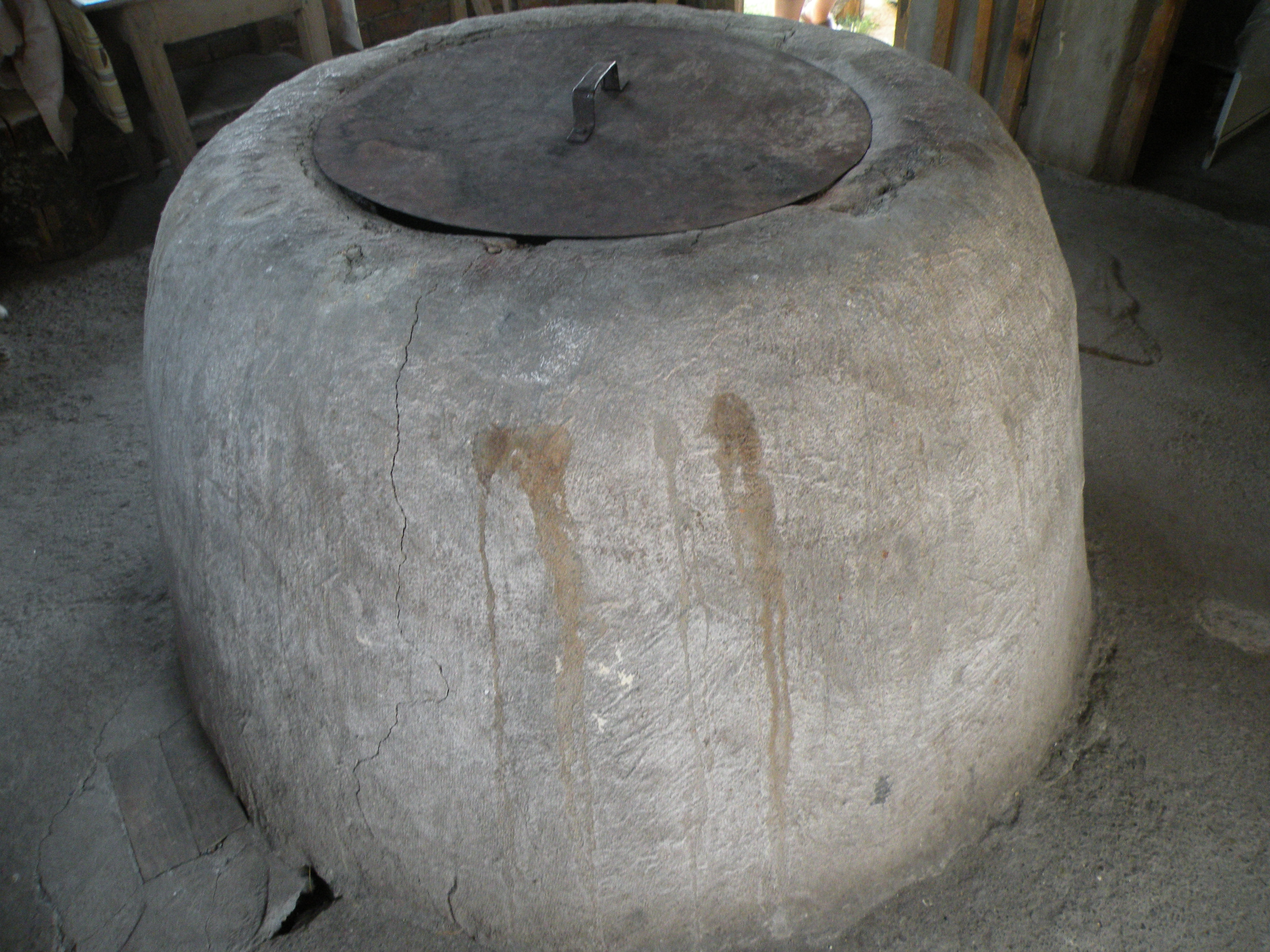
التوني، فرن الجورجين

الخبز في جورجيا متنوع ومنه:
- التوني بوري
- لافاشي
- الكاتشابوري[2]
- المسكوهوري
- الشوتيس بوريالشوتيش بوري

### الأجبان
- السولكوني ( يسمى أيضا السمركولو)
- الاملوري( يسمى أيضا الاملتي )
- كودا ( جبال الشرق )
- تنيلي

## وصلات خارجية
- https://georgianrecipes.net/
- https://georgiantable.com/